# Round robin
Round Robin je eden najenostavnejših razvrščevalnih algoritmov v operacijskih sistemih. 
Pri tem algoritmu imajo vsi procesi enako priorieto izvajanja, vsi procesi pa imajo na voljo enak časovni interval, v katerem se mora njihovo izvajanje zaključiti. Po preteku tega časa se začne izvajanje naslednjega procesa, čeprav proces še ni zaključil z izvajanjem. Če nek proces zaključi izvajanje pred potekom dodeljenega časovnega intervala, se lahko takoj začne izvajati naslednji proces.